# ע
La ʿayn o ʿayin (עַיִן, pronunciado /ʕ/ o /ʔ/) es la 16.ª letra del hebreo. Equivale a la letra fenicia ʿain (𐤏).

## Escritura
| Variantes | Variantes  | Variantes |
| Cuadrada  | Manuscrita | Rashi     |
| --------- | ---------- | --------- |
| ע         | Manuscrita | Rashí     |

## Uso
Originalmente ayin representaba el sonido /ʕ/. Como el hebreo moderno que se habla en Israel está basado en la fonología del yidis, de origen europeo, carece del sonido original y por lo tanto esta letra no se pronuncia y no indica ningún fonema consonántico.

### Simbolismo
En el lenguaje simbólico la ain quiere decir visión y visión interna, quiere decir ojo, que revela al hombre más que los otros sentidos, también significa una fuente como la que lleva las aguas de las profundidades oscuras a la luz del día. Ain es el reflejo del Universo, el órgano de la visión, representa la totalidad del ser humano, refleja su esencia, representa la personalidad del hombre. Ain también representa conciencia espiritual. Ain es igual a 70 que denota espiritualidad. La espiritualidad tiene 70 facetas. Dios tiene 70 nombres, Torá es igual a 70 nombres, Israel es igual a 70 nombres y 70 fueron las almas originarias del pueblo hebreo. 70 son también las naciones del mundo descritas en la Torá.
En la escritura tradicional de la Torá la ain está formada por una yod y una zain que juntas suman 27 que equivale a bien. Significa también el "ojo de Dios".
La ain está construida por una waw y una zain sobre un cimiento. La construcción de esta letra se basa en una zain a la izquierda y a su derecha una waw que se extiende como un pie prolongado hacia la izquierda para apoyarle a la zain. En la Escritura Sagrada la parte superior de la zain está coronada por tres "tagín" (coronas).

## Codificación
| Carácter      | ע                  | ע                  | ﬠ                              | ﬠ                              |
| ------------- | ------------------ | ------------------ | ------------------------------ | ------------------------------ |
| Unicode       | HEBREW LETTER AYIN | HEBREW LETTER AYIN | HEBREW LETTER ALTERNATIVE AYIN | HEBREW LETTER ALTERNATIVE AYIN |
| Codificación  | decimal            | hex                | decimal                        | hex                            |
| Unicode       | 1506               | U+05E2             | 64288                          | U+FB20                         |
| UTF-8         | 215 162            | D7 A2              | 239 172 160                    | EF AC A0                       |
| Ref. numérica | &#1506;            | &#x5E2;            | &#64288;                       | &#xFB20;                       |